# 27. ročník People's Choice Awards
27. ročník People's Choice Awards se konal 7. ledna 2002 ve Shrine Auditorium v Los Angeles. Moderátorem večera byl Kevin James. Ceremoniál vysílala stanice CBS.

## Nominace a vítězové
Tučně jsou označeni vítězové.

### Film[1][2]
| Nejoblíbenější film                                          | Nejlepší filmové drama                      |
| ------------------------------------------------------------ | ------------------------------------------- |
| Zelená míle - Patriot - Vzpomínka na Titány                  | Zelená míle - Patriot - Vzpomínka na Titány |
| Nejoblíbenější filmová komedie                               | Nejoblíbenější filmový herec                |
| Fotr je lotr - Zamilovaný profesor 2: Klumpovi - Scary Movie | Mel Gibson - Tom Hanks - Denzel Washington  |
| Nejoblíbenější filmová herečka                               | Nejoblíbenější hvězda: komedie              |
| Julia Roberts - Sandra Bullock - Meg Ryanová                 | Jim Carrey - Eddie Murphy - Adam Sandler    |
| Nejoblíbenější hvězda: drama                                 |                                             |
| Mel Gibson - Tom Hanks - Denzel Washington                   |                                             |

### Televize
| Nejoblíbenější televizní komedie                                                            | Nejoblíbenější televizní drama                                                      |
| ------------------------------------------------------------------------------------------- | ----------------------------------------------------------------------------------- |
| Přátelé - Raymonda má každý rád - Frasier                                                   | Pohotovost - Zákon a pořádek - Západní křídlo                                       |
| Nejoblíbenější nový televizní seriál: drama                                                 | Nejoblíbenější nový televizní seriál: komedie                                       |
| Černý anděl - Bostonská střední - Gideon's Crossing                                         | Ed - Bette - The Geena Davis Show                                                   |
| Nejoblíbenější televizní herec                                                              | Nejoblíbenější televizní herečka                                                    |
| Drew Carey - Kelsey Grammer - Ray Romano                                                    | Jennifer Aniston - Calista Flockhart - Jenna Elfman                                 |
| Nejoblíbenější televizní herec v novém seriálu                                              | Nejoblíbenější televizní herečka v novém seriálu                                    |
| John Goodman, Normal, Ohio - Tom Cavanagh, Ed - Michael Richards, The Michael Richards Show | Bette Midler, Bette - Jessica Alba, Černý anděl - Geena Davis, The Geena Davis Show |
| Nejoblíbenější reality-show (soutěž)                                                        |                                                                                     |
| Kdo přežije - Policie v akci - The Real World                                               |                                                                                     |

### Hudba
| Nejoblíbenější zpěvačka                    | Nejoblíbenější zpěvák                       |
| ------------------------------------------ | ------------------------------------------- |
| Faith Hill - Britney Spears - Shania Twain | Garth Brooks - Ricky Martin - George Strait |
| Nejoblíbenější skupina                     |                                             |
| 'N Sync - Alabama - Dixie Chicks           |                                             |